# The Ballad of Ira Hayes

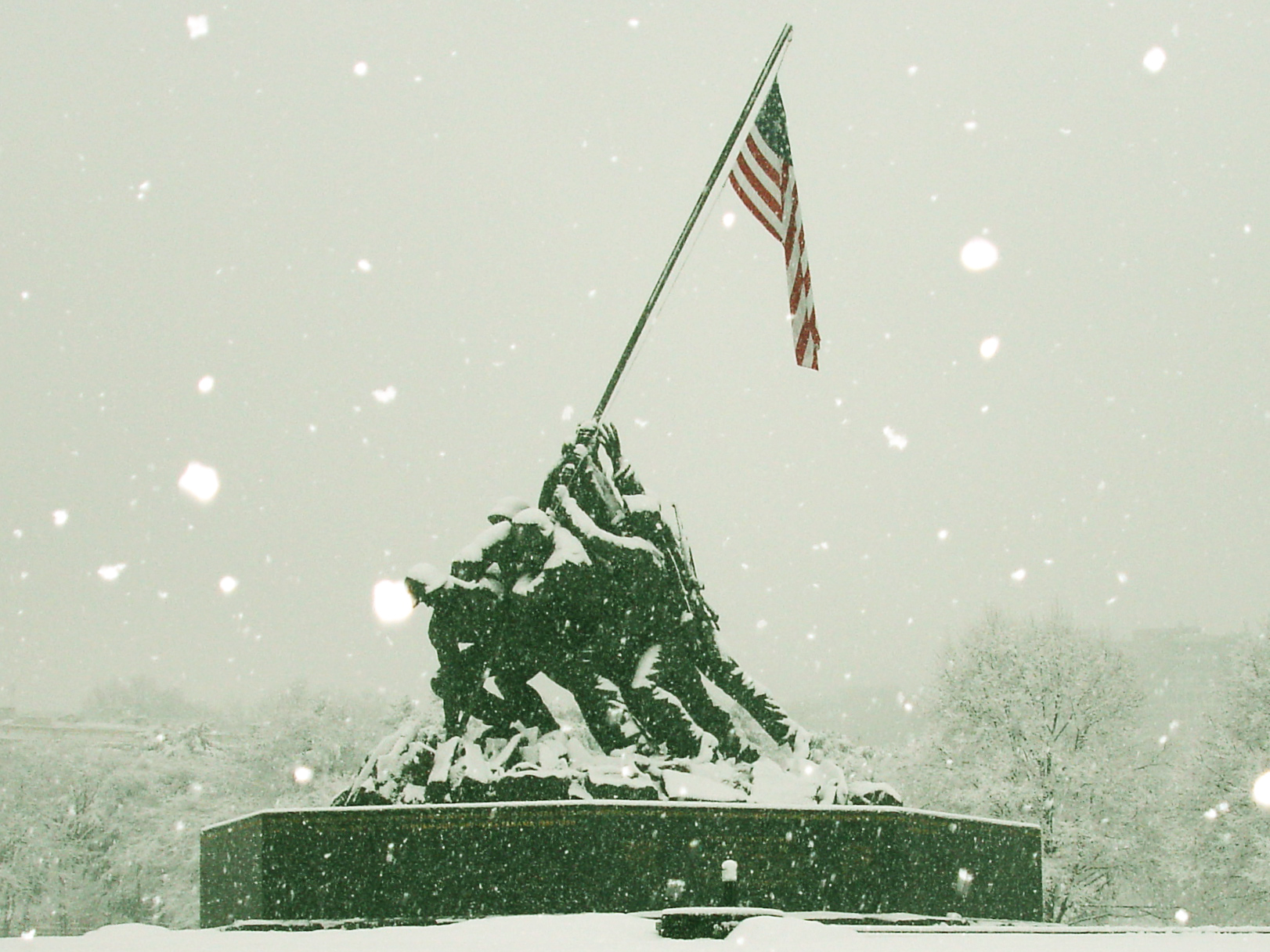
Mémorial de Ira Hayes

The Ballad of Ira Hayes est une chanson écrite par le chanteur de folk Peter La Farge. Elle raconte l'histoire de Ira Hayes, l'un des cinq Marines qui plantèrent le drapeau sur le mont Suribachi lors de la bataille d'Iwo Jima, épisode fameux de la Seconde Guerre mondiale.
Cette chanson a connu de nombreuses reprises, dont la plus connue est celle de Johnny Cash.
Bob Dylan a enregistré une reprise de The Ballad of Ira Hayes lors des sessions d'enregistrement pour son album Self Portrait, en 1970. Elle ne voit le jour que trois ans plus tard, sur l'album Dylan, édité par Columbia contre la volonté du chanteur.
Elle a également été reprise en français par Hugues Aufray sous le titre de La Ballade d'Ira l'Indien sur son album Aquarium (1976).